# Ultratenuipalpus pteriphilus
Ultratenuipalpus pteriphilus är en spindeldjursart som beskrevs av Meyer 1993. Ultratenuipalpus pteriphilus ingår i släktet Ultratenuipalpus och familjen Tenuipalpidae. Inga underarter finns listade i Catalogue of Life.